# Allaines (Somme)
Pour les articles homonymes, voir Allaines.
Allaines est une commune française située dans le département de la Somme en région Hauts-de-France.

## Géographie

### Localisation

#### Communes limitrophes
|                                        | Moislains et Mesnil-Martinsart |                            |
| Cléry-sur-Somme et Bouchavesnes-Bergen | Allaines                       | Aizecourt-le-Haut et Bussu |
|                                        | Péronne/Mont-Saint-Quentin     |                            |

Le village se situe dans la vallée de la Tortille, petit affluent de la Somme,.
À deux kilomètres du chef-lieu, se trouve le hameau de Feuillancourt qui compte 122 habitants en 1898.

### Hydrographie

#### Réseau hydrographique
La commune est située dans le bassin Artois-Picardie. Elle est drainée par la Tortille, le canal du Nord et le Château Gonnet,.
La Tortille, d'une longueur de 16 km, prend sa source dans la commune de Étinehem-Méricourt et se jette  dans la Somme à Biaches, après avoir traversé six communes.

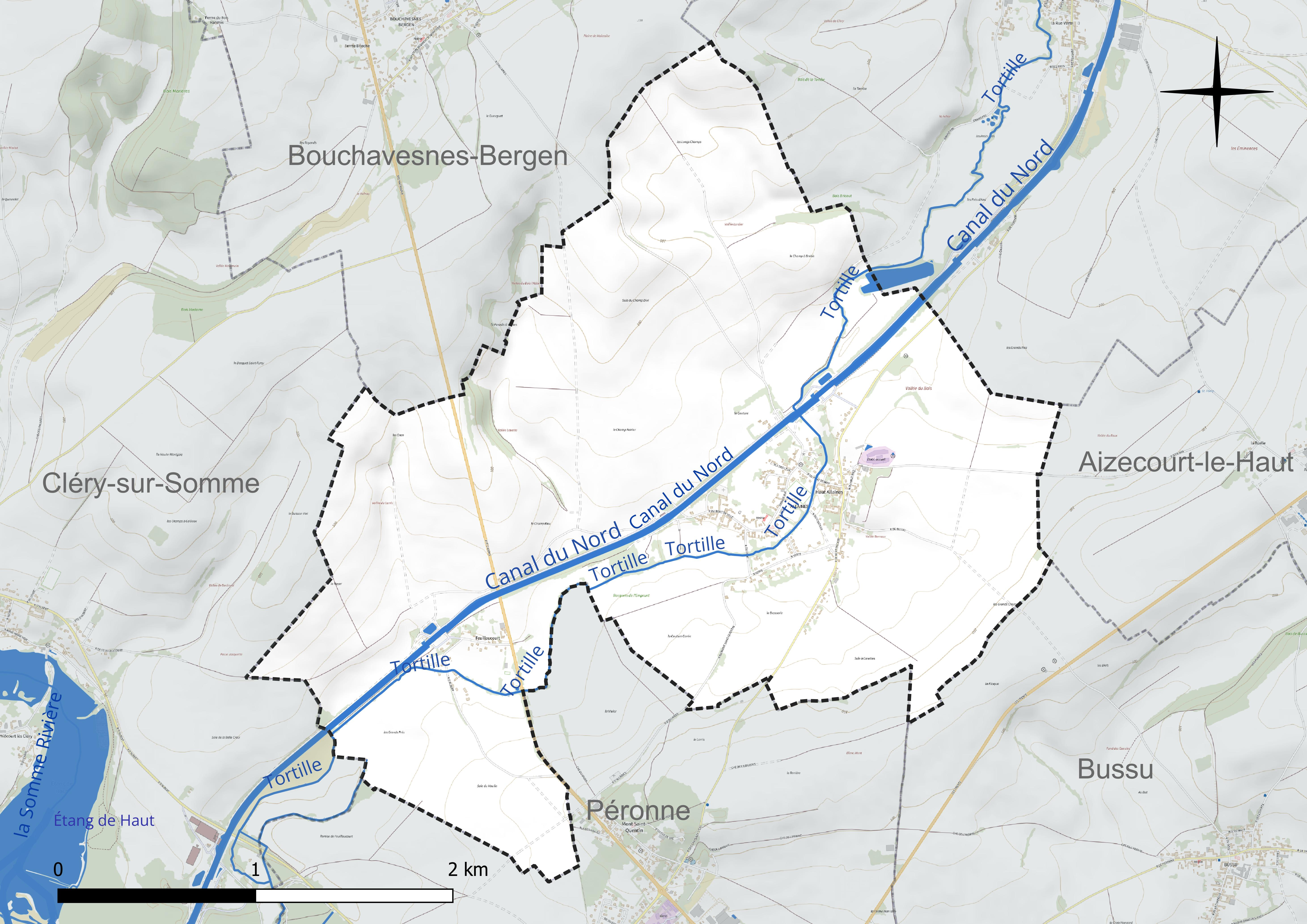
Réseau hydrographique d'Allaines.

#### Gestion et qualité des eaux
Le territoire communal est couvert par le schéma d'aménagement et de gestion des eaux (SAGE) « Haute Somme ». Ce document de planification concerne un territoire de 1 798 km2 de superficie, délimité par le bassin versant de la Haute Somme est constitué d'un réseau hydrographique complexe de cours d'eau, de marais, d'étangs et de canaux. Le périmètre a été arrêté le 21 avril 2006 et le SAGE proprement dit a été approuvé le 15 juin 2017. La structure porteuse de l'élaboration et de la mise en œuvre est le syndicat mixte d'aménagement hydraulique du bassin versant de la Somme (AMEVA).
La qualité des cours d'eau peut être consultée sur un site dédié géré par les agences de l'eau et l'Agence française pour la biodiversité.

### Climat
Pour des articles plus généraux, voir Climat des Hauts-de-France et Climat de la Somme.
En 2010, le climat de la commune est de type climat océanique dégradé des plaines du Centre et du Nord, selon une étude du CNRS s'appuyant sur une série de données couvrant la période 1971-2000. En 2020, Météo-France publie une typologie des climats de la France métropolitaine dans laquelle la commune est exposée à un climat océanique et est dans la région climatique Nord-est du bassin Parisien, caractérisée par un ensoleillement médiocre, une pluviométrie moyenne régulièrement répartie au cours de l'année et un hiver froid (3 °C).
Pour la période 1971-2000, la température annuelle moyenne est de 10,5 °C, avec une amplitude thermique annuelle de 15,2 °C. Le cumul annuel moyen de précipitations est de 721 mm, avec 11,6 jours de précipitations en janvier et 9,1 jours en juillet. Pour la période 1991-2020, la température moyenne annuelle observée sur la station météorologique la plus proche, située sur la commune d'Estrées-Mons à 10 km à vol d'oiseau, est de 11,0 °C et le cumul annuel moyen de précipitations est de 647,5 mm,. Pour l'avenir, les paramètres climatiques de la commune estimés pour 2050 selon différents scénarios d'émission de gaz à effet de serre sont consultables sur un site dédié publié par Météo-France en novembre 2022.

## Urbanisme

### Typologie
Au 1er janvier 2024, Allaines est catégorisée commune rurale à habitat dispersé, selon la nouvelle grille communale de densité à sept niveaux définie par l'Insee en 2022.
Elle est située hors unité urbaine. Par ailleurs la commune fait partie de l'aire d'attraction de Péronne, dont elle est une commune de la couronne,. Cette aire, qui regroupe 52 communes, est catégorisée dans les aires de moins de 50 000 habitants,.

### Occupation des sols
L'occupation des sols de la commune, telle qu'elle ressort de la base de données européenne d'occupation biophysique des sols Corine Land Cover (CLC), est marquée par l'importance des territoires agricoles (93,3 % en 2018), en diminution par rapport à 1990 (100 %). La répartition détaillée en 2018 est la suivante : 
terres arables (90,3 %), zones urbanisées (6,7 %), zones agricoles hétérogènes (2,8 %), prairies (0,2 %). L'évolution de l'occupation des sols de la commune et de ses infrastructures peut être observée sur les différentes représentations cartographiques du territoire : la carte de Cassini (XVIIIe siècle), la carte d'état-major (1820-1866) et les cartes ou photos aériennes de l'IGN pour la période actuelle (1950 à aujourd'hui).

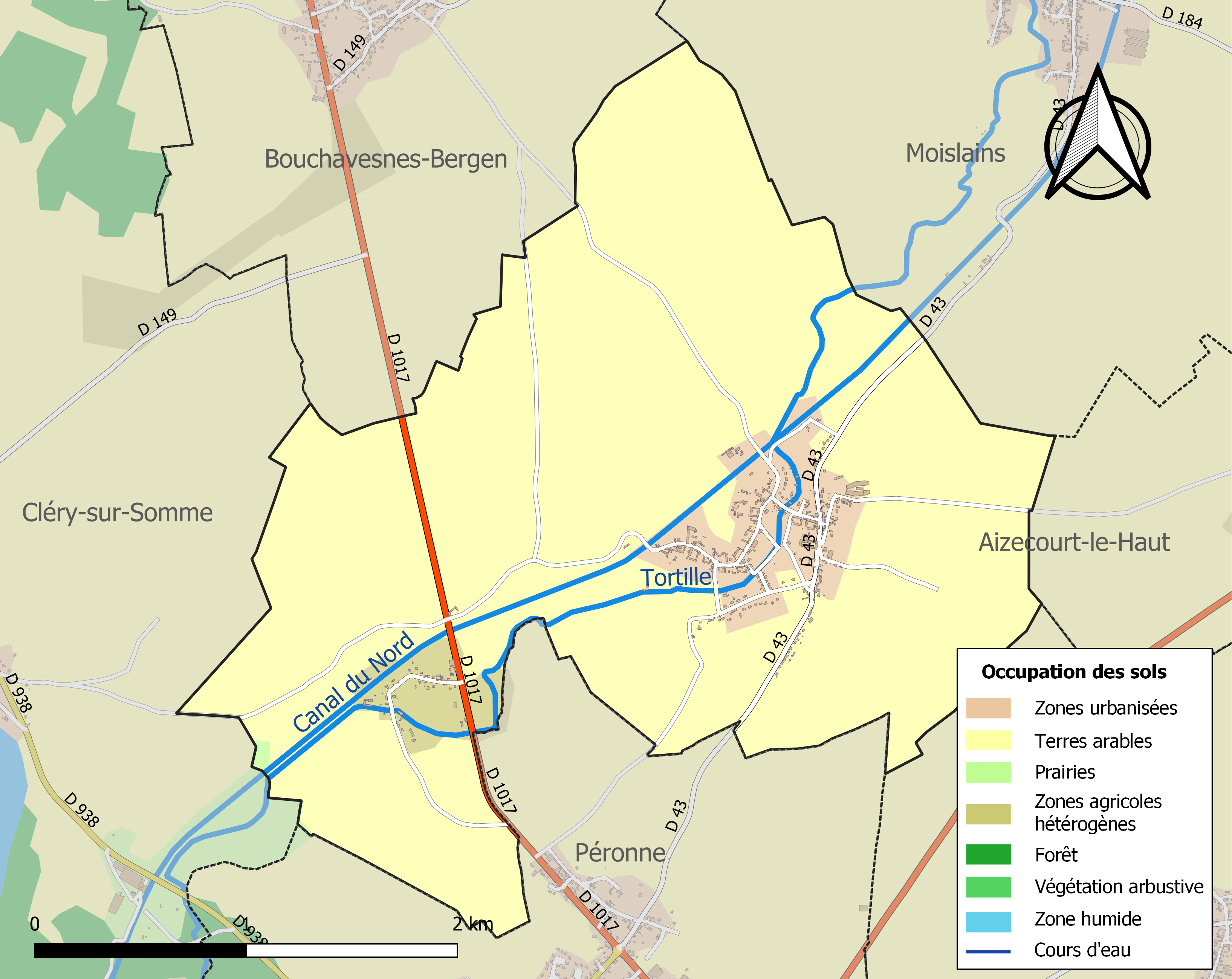
Carte des infrastructures et de l'occupation des sols de la commune en 2018 (CLC).

### Voies de communication et transports
La localité est desservie par la ligne d'autocars no 39 (Albert - Péronne) du réseau Trans'80, Hauts-de-France, chaque jour de la semaine sauf le dimanche et les jours fériés.

## Toponymie
Le nom de la localité est attesté sous les formes Vieus Héléna en 486, Alania en 977, Alania, Avenia en 1170, Alaignes  en 1219.

Alaine en picard.
L'origine du nom du village pourrait être liée aux Alains, un peuple scythique établi entre Caucase et Oural, fuient devant les Huns, s'installent un temps en Germanie puis traversent le Rhin en 407, s'allient aux Vandales et entament un périple dévastateur qui les conduira jusqu'en Hispanie et en Afrique du Nord. Certains d'entre eux  serviront d'auxiliaires aux Romains, notamment contre Attila.

## Histoire
De grandes quantités de vases gallo-romains ont été trouvées dans le sol, près du chemin dit « voie romaine », menant de Soissons à Sangatte, près de Boulogne-sur-Mer.
Allaines serait le Vicus Helena où les Romains d'Aetius furent vainqueurs des Francs de Clodion le Chevelu en 448.
À l'époque des Templiers, des souterrains ont été creusés sous l'église actuelle et dans le « rideau » du moulin.
En 1653, de nombreuses escarmouches ont lieu entre les Espagnols et les troupes de M. le maréchal de la Ferté. Les ossements souvent remontés au lieu-dit la Terre des Tombes attestent de ces combats meurtriers.
À la Révolution, les moines de l'abbaye du Mont-Saint-Quentin possédaient une grande partie des terres du village.
1849 : comme dans toutes les communes de France, la population masculine majeure put, pour la première fois, aller voter grâce à l'instauration du suffrage universel. Voici la répartition (en nombre) de quelques-uns des patronymes des 334 électeurs,
| Baillet | Bellier | Bernard | Caron | Choquet | Delachambre | Maison | Mourette | Sené | Théry |
| 5       | 12      | 3       | 6     | 5       | 14          | 10     | 6        | 8    | 5     |

En 1870, lors du siège de Péronne, l'armée prussienne de Von Goeben est venue se reformer à Allaines, dans la vallée de la Tortille pour ensuite se diriger vers Saint-Quentin, après avoir été battue par le général Faidherbe.
L'extraction minière de phosphates s'est terminée en 1895, après avoir procuré des revenus importants dans le village.
Au cours de la Première Guerre mondiale, durant la bataille de la Somme, le 15 septembre 1916, le village est repris par l'armée française. Les pertes sont lourdes, le 60e régiment d'infanterie est anéanti et le 44e régiment d'infanterie perd 600 soldats.

## Politique et administration
| Période                                  | Période                   | Identité             | Étiquette | Qualité                         |
| ---------------------------------------- | ------------------------- | -------------------- | --------- | ------------------------------- |
| Les données manquantes sont à compléter. |                           |                      |           |                                 |
| 1844                                     |                           | Bricourt             |           |                                 |
| avant 1988                               | ?                         | Jean Target          |           |                                 |
| mars 2001                                | 2020                      | Étienne Deffontaines | UMP-LR    | réélu pour le mandat 2014-2020, |
| mars 2020                                | En cours (au 6 août 2020) | Françoise Grimaux    |           |                                 |

## Population et société

### Démographie
L'évolution du nombre d'habitants est connue à travers les recensements de la population effectués dans la commune depuis 1793. Pour les communes de moins de 10 000 habitants, une enquête de recensement portant sur toute la population est réalisée tous les cinq ans, les populations de référence des années intermédiaires étant quant à elles estimées par interpolation ou extrapolation. Pour la commune, le premier recensement exhaustif entrant dans le cadre du nouveau dispositif a été réalisé en 2005.

En 2022, la commune comptait 419 habitants, en évolution de −8,32 % par rapport à 2016 (Somme : −1,26 %, France hors Mayotte : +2,11 %).
| 1793 | 1800 | 1806 | 1821 | 1831 | 1836 | 1841 | 1846 | 1851  |
| ---- | ---- | ---- | ---- | ---- | ---- | ---- | ---- | ----- |
| 888  | 898  | 876  | 840  | 940  | 985  | 978  | 983  | 1 003 |

| 1856 | 1861 | 1866 | 1872 | 1876 | 1881 | 1886 | 1891 | 1896 |
| ---- | ---- | ---- | ---- | ---- | ---- | ---- | ---- | ---- |
| 954  | 918  | 899  | 920  | 701  | 657  | 665  | 688  | 642  |

| 1901 | 1906 | 1911 | 1921 | 1926 | 1931 | 1936 | 1946 | 1954 |
| ---- | ---- | ---- | ---- | ---- | ---- | ---- | ---- | ---- |
| 621  | 573  | 573  | 457  | 530  | 413  | 402  | 376  | 399  |

| 1962 | 1968 | 1975 | 1982 | 1990 | 1999 | 2005 | 2006 | 2010 |
| ---- | ---- | ---- | ---- | ---- | ---- | ---- | ---- | ---- |
| 348  | 376  | 375  | 465  | 429  | 395  | 428  | 430  | 424  |

| 2015 | 2020 | 2022 | - | - | - | - | - | - |
| ---- | ---- | ---- | - | - | - | - | - | - |
| 451  | 430  | 419  | - | - | - | - | - | - |

### Enseignement
La commune n'administre plus d'école primaire.

## Culture locale et patrimoine

### Lieux et monuments
- Église Saint-Paul.
- Vierge de pierre à Feuillaucourt, sur la route de Bouchavesne, mise en place en 1953, après le décès du prêtre dans un accident de circulation[32].
- Via Francigena

La via Francigena qui part de Canterbury (Royaume-Uni) pour rallier Rome passe dans le village.

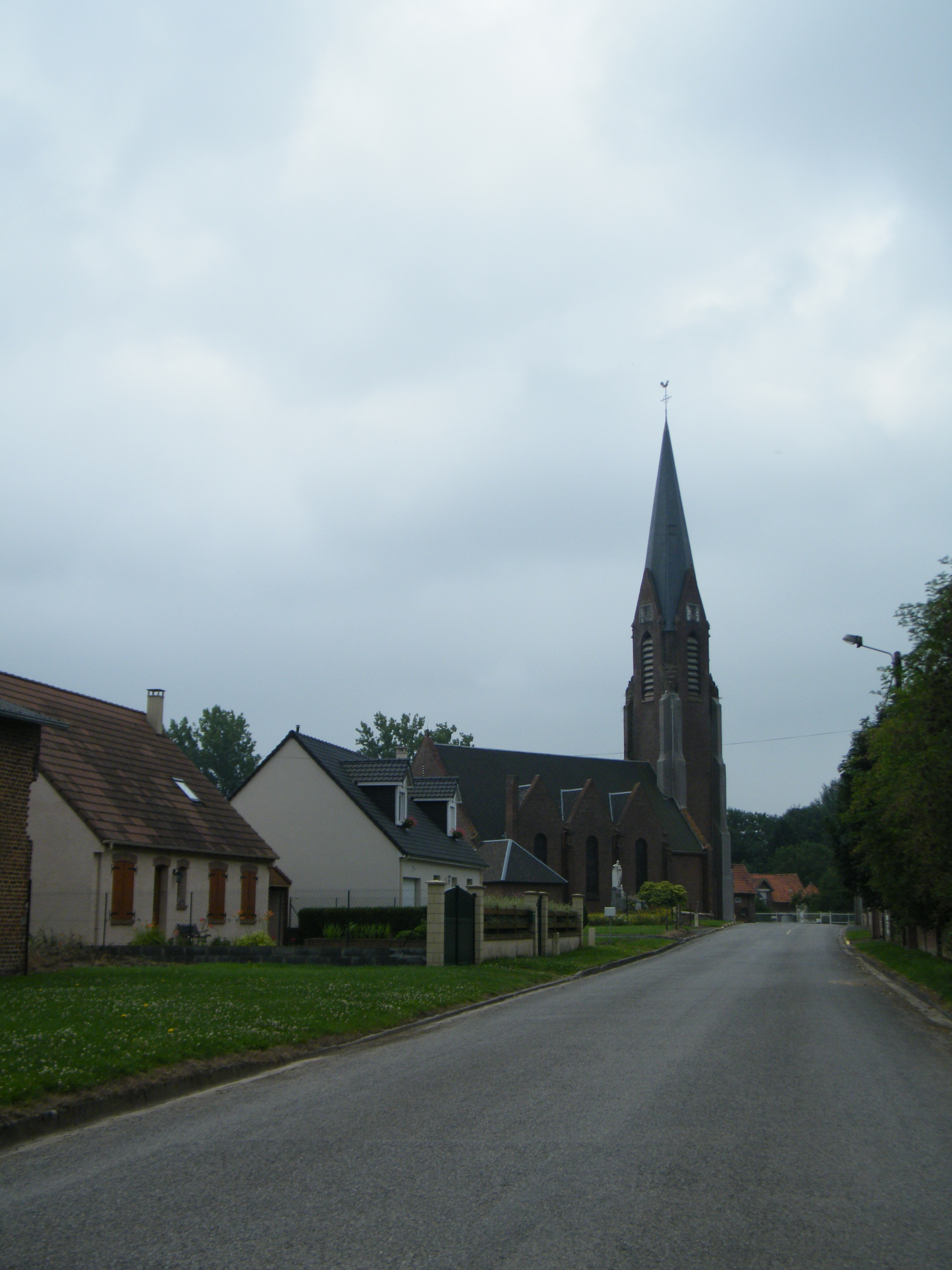
Église Saint-Paul.
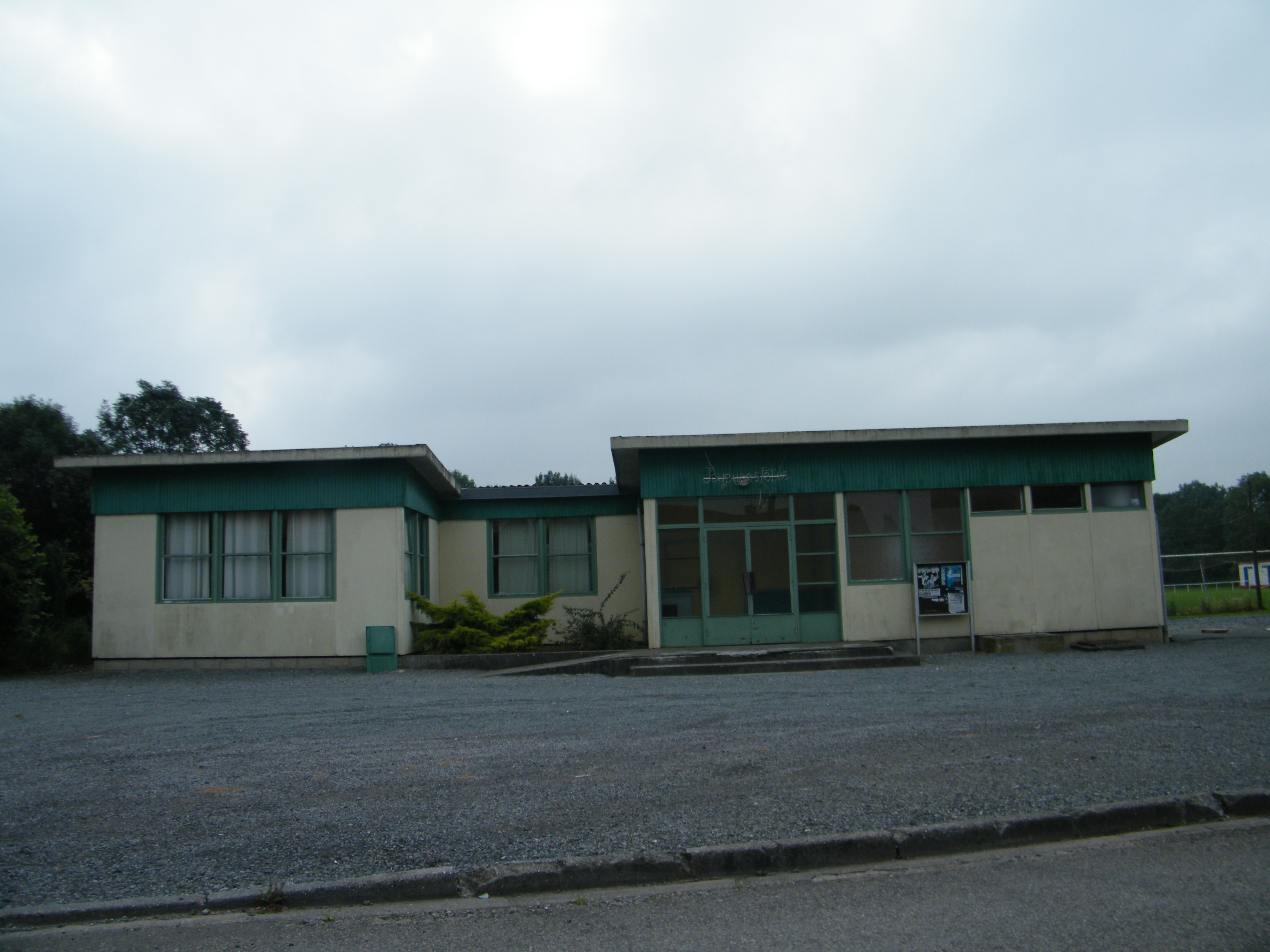
Salle communale.
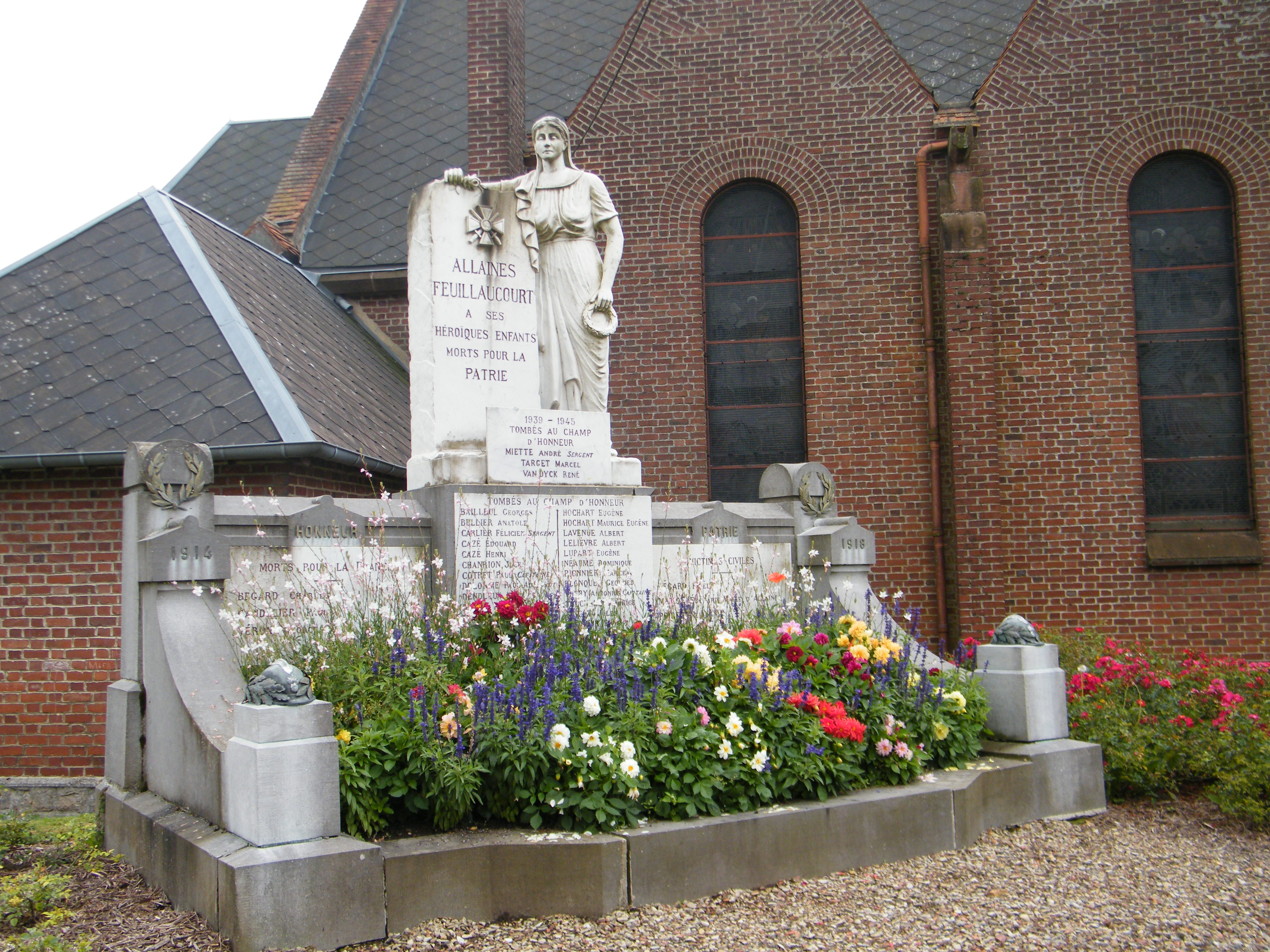
Monument aux morts.

## Pour approfondir